# II. třída okresu Náchod 2004/2005
V soubojích fotbalové II. třídy okresu Náchod 2004/2005, jedné ze skupin 8. nejvyšší fotbalové soutěže, se utkalo 14 týmů dvoukolovým systémem podzim – jaro. Tento ročník skončil v červnu 2005.
Postup do I. B třídy Královéhradeckého kraje 2005/2006 si zajistily první dva týmy SK Babí a MFK Nové Město nad Metují. Sestoupil poslední tým TJ Velké Poříčí „B“, který se pro další sezónu do žádné soutěže nepřihlásil.

## Výsledná tabulka
| Poř. | Tým                                | Z  | V  | R | P  | VG | OG | B  |
| ---- | ---------------------------------- | -- | -- | - | -- | -- | -- | -- |
| 1.   | SK Babí (S)                        | 26 | 17 | 3 | 6  | 60 | 26 | 54 |
| 2.   | MFK Nové Město nad Metují          | 26 | 15 | 8 | 3  | 47 | 18 | 53 |
| 3.   | TJ Slavoj Teplice nad Metují       | 26 | 16 | 3 | 7  | 53 | 36 | 51 |
| 4.   | TJ Jiskra Červený Kostelec „B“ (N) | 26 | 15 | 3 | 8  | 56 | 32 | 48 |
| 5.   | TJ Sokol Božanov                   | 26 | 14 | 2 | 10 | 45 | 44 | 44 |
| 6.   | TJ Sokol Stárkov                   | 26 | 12 | 5 | 9  | 49 | 37 | 41 |
| 7.   | TJ Lokomotiva Meziměstí            | 26 | 12 | 0 | 14 | 60 | 58 | 36 |
| 8.   | TJ Sokol Hejtmánkovice             | 26 | 8  | 7 | 11 | 44 | 49 | 31 |
| 9.   | TJ Spartak Police nad Metují „B“   | 26 | 8  | 7 | 11 | 54 | 70 | 31 |
| 10.  | TJ Sokol Zábrodí                   | 26 | 9  | 4 | 13 | 45 | 65 | 31 |
| 11.  | TJ Sokol Mezilesí                  | 26 | 8  | 4 | 14 | 54 | 64 | 28 |
| 12.  | TJ Sokol Velká Jesenice            | 26 | 7  | 6 | 13 | 35 | 57 | 27 |
| 13.  | TJ Sokol Provodov (S)              | 26 | 6  | 8 | 12 | 41 | 52 | 26 |
| 14.  | TJ Velké Poříčí „B“                | 26 | 3  | 4 | 19 | 43 | 78 | 13 |

Poznámky:
- Z = Odehrané zápasy; V = Vítězství; R = Remízy; P = Prohry; VG = Vstřelené góly; OG = Obdržené góly; B = Body; (S) = Mužstvo sestoupivší z vyšší soutěže; (N) = Mužstvo postoupivší z nižší soutěže (nováček)

|  | Postup do I. B třídy Královéhradeckého kraje 2005/2006 |
|  | Sestup do III. třídy okresu Náchod 2005/2006           |